# Der Missionar
Der Missionar (Originaltitel: The Missionary) ist ein britischer Spielfilm aus dem Jahre 1982. Inszeniert wurde die Komödie von Richard Loncraine, produziert von George Harrison, Denis O’Brien, Michael Palin und Neville C. Thompson. Bei einem Budget von zwei Millionen englischen Pfund spielte er 7.241.180 US-Dollar ein.

## Handlung
1905: Nach zehn Jahren als Missionar in Afrika wird der englische Reverend Charles Fortescue von seinem Bischof nach England zurückgeholt. Hier soll er eine neue pikante Aufgabe übernehmen: Er soll Londons Prostituierte im East End von ihrer Tätigkeit abbringen und sie in den Schoß der Kirche zurückführen. Fortescue hat darauf keine Lust und sucht nach einer Ausrede, um die Aufgabe nicht übernehmen zu müssen. Als Reverend ist er weisungsgebunden und muss den Anordnungen Folge leisten. Jedoch hofft er, dass seine Verlobte Deborah ein Veto einlegt und er sich beim Bischof damit rausreden kann. Deborah macht das Spiel nicht mit. Sie sieht in dieser Aufgabe eine edle Herausforderung. Missmutig tritt Fortescue seinen Dienst an. Die ganze Aktion wird von der reichen Lady Ames finanziert, die von Fortescue fordert, dass er mit ihr schläft.
Nach etlichen weiteren sexuellen Eskapaden wird Fortescue schließlich von der Church of England laisiert.

## Kritik
In der New York Times wurde die Leistung der Hauptdarsteller gelobt. Auch die Handlung sei, abgesehen von einigen kurzen Durststrecken unterhaltend.

## Hintergrund
Historisches Vorbild war vermutlich Reverend Harold Davidson, Spitzname „the Prostitutes’ Padre“, der bei Prostituierten missionierte und 1932 von der Church of England laisiert wurde. Im Jahr 1906 hatte der englische König Edward VII gefordert, die Prostitution in London durch die Kirche zu bekämpfen.